# Route nationale 371
Pour les articles homonymes, voir Route 371.
La route nationale 371, ou RN 371, était une route nationale française reliant successivement Melun à Dammartin-en-Goële (de 1933 à 1973), Melun à Croissy-Beaubourg (de 1973 à 1989) et finalement Montluçon à Montmarault (de 1999 à 2006).
Ce dernier tracé est situé, depuis 2006, dans le département de l’Allier (RD 2371).

## Historique
À l'instar de la RN 104, la RN 371 de l'Allier n'avait strictement rien à voir avec sa route d'origine : en effet, la RN 371 a d'abord relié Melun à Dammartin-en-Goële. En 1973, le tronçon entre Croissy-Beaubourg et Dammartin-en-Goële fut déclassé en RD 404 à l'exception des tronçons entre Claye-Souilly et Thorigny-sur-Marne et entre Lagny-sur-Marne et Saint-Thibault-des-Vignes qui reçut le nom de RD 418, le nom de RD 404 étant attribué au sud de Claye-Souilly à une nouvelle route rejoignant l'A 104 et à la traversée de Collégien. La RN 371 disparut complètement en 1989, lors du déclassement en RD 471 de la section Melun - Croissy-Beaubourg.
En 1999, il fut décidé dans le cadre de la Route Centre-Europe Atlantique (RCEA) de mettre un peu d'ordre dans la numérotation de cet axe ; la RN 145 fut limitée à Montluçon (exactement à l'échangeur de l'A 71), tandis que la RN 79 se voyait prolongée de Dompierre-sur-Besbre à l'échangeur avec l'A 71 de Montmarault à la place de la RN 145. Le hiatus entre Montluçon et Montmarault, interdit désormais aux poids lourds en transit, se retrouvait sans numéro. Il fut décidé de réutiliser le numéro 371 inusité depuis 1989 pour bien la distinguer de la RCEA.

## Localités traversées par le premier et le deuxième tracés (Seine-et-Marne)
- Dammartin-en-Goële (D 404)
- Saint-Mard
- Juilly
- Nantouillet
- Saint-Mesmes
- Messy
- Claye-Souilly (D 418)
- Annet-sur-Marne
- Thorigny-sur-Marne
- Pomponne (D 934) (tronçon commun avec l'ex-RN 34)[1]
- Lagny-sur-Marne (D 418)
- Saint-Thibault-des-Vignes
- Collégien (D 404)
- Croissy-Beaubourg (D 471)
- Pontcarré
- Coubert
- Soignolles-en-Brie
- Lissy
- Aubigny (commune de Montereau-sur-le-Jard)
- Melun

## Localités traversées par le troisième tracé (Allier)
- Montluçon (D 2371) (km 0)
- Doyet (km 17)
- Bézenet (km 20)
- Montmarault (km 31)